# Rick and Morty
Rick and Morty är en amerikansk animerad tv-serie på HBO Max, som är producerad av Justin Roiland och Dan Harmon för Adult Swim. Tittaren får följa den högintelligente men alkoholiserade vetenskapsmannen Rick och dennes mindre begåvade och lättpåverkade barnbarn Morty.

## Karaktärer
Rick Sanchez (röst av Justin Roiland (säsong 1–6), Ian Cardoni (säsong 7–)) är titelfiguren i serien. Han är far till Beth Smith och morfar till Morty. Rick är en högintelligent vetenskapsman och grov alkoholist.
Morty Smith (röst av Justin Roiland (säsong 1–6), Harry Belden (säsong 7–)) är den andra titelfiguren i serien och är barnbarn till Rick. Han är 14 år och går i samma skola som sin syster Summer Smith. Tillsammans med Rick åker han på många intergalaktiska äventyr.
Beth Smith (röst av Sarah Chalke) är mor till Summer och Morty och är Ricks dotter.
Summer Smith (röst av Spencer Grammer) är tonårsdotter till Jerry och Beth samt syster till Morty.
Jerry Smith (röst av Chris Parnell) är far till Summer och Morty och är Ricks svärson. Flera avsnitt i serien ägnas åt Jerry och Beths dåligt fungerande relation.

## Berättarteknik
Rick och Morty följer en strikt berättarteknik kodifierad av mytologi-professorn, Joseph Campbell. De båda skaparna bakom serien, Dan Harmon och Justin Roiland, skriver varje avsnitt enligt formulan "Story Circle." Den här typen av berättarteknik är kärnan i de flesta kända berättelser, såsom Star Wars och Harry Potter.
I pilotavsnittet av Rick och Morty är denna "Story Circle" utformad enligt följande: Först träder hjälten fram. I det här fallet är det Morty Smith. Hjälten börjar resan hemma i sin komfortzon (tråkigt liv som en genomsnittlig högstadiekille) och vill ha något mer, men ännu inte lyckats få det. Morty vill bland annat ta sin romans Jessica ut på dejt, eller vill åtminstone kunna prata med henne.
Därefter får hjälten en uppmaning till handling, vilket leder honom till en obekant situation. Nästa steg för vilken hjälte som helst är att anpassa sig till sin nya, okända omgivning. Hjälten får till slut precis vad han vill ha på detta äventyr (Morty får självförtroendet han så desperat behöver för att kunna prata med Jessica), men han hamnar alltid i situationen där han betalar ett högt pris för att få det. 
Hjälten har nu fått vad han kom för, och han återvänder tillbaka till det för honom bekanta. Hjälten kommer att ha förändrats från sin tid på detta äventyr - ibland till det bättre, ibland till det sämre. Morty återvänder tillbaka till gymnasiet och lyckas imponera på Jessica med sitt nyfunna mod, men också med ett nytt (och kanske oönskat) perspektiv på hur världen fungerar.

## Säsonger
| Säsong | Säsong   | Avsnitt | Säsongsstart     | Säsongsavslutning |
| ------ | -------- | ------- | ---------------- | ----------------- |
|        | Säsong 1 | 11      | 2 december 2013  | 14 april 2014     |
|        | Säsong 2 | 10      | 26 juli 2015     | 4 oktober 2015    |
|        | Säsong 3 | 10      | 1 april 2017     | 1 oktober 2017    |
|        | Säsong 4 | 10      | 10 november 2019 | 31 maj 2020       |
|        | Säsong 5 | 10      | 21 juni 2021     | 5 september 2021  |
|        | Säsong 6 | 10      | 4 september 2022 | 11 december 2022  |
|        | Säsong 7 | 10      | 15 oktober 2023  | 17 december 2023  |

## Utmärkelser och nomineringar
| År   | Utmärkelse                        | Kategori                                                                                   | Nominerad | Resultat  | Ref.   |
| ---- | --------------------------------- | ------------------------------------------------------------------------------------------ | --- | --------- | ------ |
| 2014 | BTVA Voice Acting Awards          | Best Male Vocal Performance in a Television Series in a Supporting Role — Comedy/Musical   | Chris Parnell | Nominerad | [ 6 ]  |
| 2014 | BTVA Voice Acting Awards          | Best Female Vocal Performance in a Television Series in a Supporting Role — Comedy/Musical | Sarah Chalke | Nominerad | [ 6 ]  |
| 2014 | IGN Awards                        | Best TV Animated Series                                                                    | Rick and Morty | Nominerad | [ 7 ]  |
| 2015 | BTVA Voice Acting Awards          | Best Male Lead Vocal Performance in a Television Series — Comedy/Musical                   | Justin Roiland | Vann      | [ 8 ]  |
| 2015 | Annie Awards                      | Best General Audience Animated TV/Broadcast Production                                     | Rick and Morty | Nominerad | [ 9 ]  |
| 2015 | IGN Awards                        | Best Animated Series                                                                       | Rick and Morty | Vann      | [ 10 ] |
| 2016 | BTVA Voice Acting Awards          | Best Male Lead Vocal Performance in a Television Series                                    | Justin Roiland | Nominerad | [ 11 ] |
| 2016 | BTVA Voice Acting Awards          | Best Vocal Ensemble in a Television Series                                                 | Rick and Morty | Nominerad | [ 11 ] |
| 2016 | Gold Derby Awards                 | Best Animated Series                                                                       | Rick and Morty | Nominerad | [ 12 ] |
| 2017 | Teen Choice Awards                | Choice Animated TV Show                                                                    | Rick and Morty | Nominerad | [ 13 ] |
| 2017 | IGN Awards                        | TV Series of the Year                                                                      | Rick and Morty | Nominerad | [ 14 ] |
| 2017 | IGN Awards                        | Best TV Episode                                                                            | "The Ricklantis Mixup" | Nominerad | [ 15 ] |
| 2017 | IGN Awards                        | Best Animated Series                                                                       | Rick and Morty | Vann      | [ 16 ] |
| 2017 | IGN Awards                        | Best Comedy Series                                                                         | Rick and Morty | Nominerad | [ 17 ] |
| 2017 | IGN Awards                        | Best Comedic TV Performance                                                                | Justin Roiland | Vann      | [ 18 ] |
| 2018 | Critics' Choice Television Awards | Best Animated Series                                                                       | Rick and Morty | Vann      | [ 19 ] |
| 2018 | Annie Awards                      | Best General Audience Animated Television/Broadcast Production                             | "Pickle Rick" | Vann      | [ 20 ] |
| 2018 | Annie Awards                      | Outstanding Achievement for Writing in an Animated Television/Broadcast Production         | Ryan Ridley, Dan Guterman | Vann      | [ 20 ] |
| 2018 | Golden Reel Awards                | Outstanding Achievement in Sound Editing – Animation Short Form                            | Hunter Curra, Kailand Reily, Andrew Twite, Joy Elett, Jeff Halbert, Konrad Pinon | Nominerad | [ 21 ] |
| 2018 | BTVA Voice Acting Awards          | Best Male Vocal Performance in a Television Series in a Guest Role                         | Christian Slater | Nominerad | [ 22 ] |
| 2018 | Saturn Award                      | Best Animated Series or Film on Television                                                 | Rick and Morty | Nominerad | [ 23 ] |
| 2018 | Teen Choice Awards                | Choice Animated TV Show                                                                    | Rick and Morty | Nominerad | [ 24 ] |
| 2018 | Gold Derby Awards                 | Best Animated Program                                                                      | Rick and Morty | Nominerad | [ 25 ] |
| 2018 | Primetime Emmy Awards             | Outstanding Animated Program                                                               | Dan Harmon, Justin Roiland, Delna Bhesania, Barry Ward, Keith Crofford, Mike Lazzo, Ryan Ridley, Dan Guterman, Mike McMahan, Tom Kauffman, Ollie Green, J. Michael Mendel, Jessica Gao, Wes Archer, Anthony Chun, Nathan Litz | Vann      | [ 26 ] |
| 2018 | Primetime Emmy Awards             | Outstanding Creative Achievement in Interactive Media within a Scripted Program            | "Rick and Morty: Virtual Rick-ality" | Nominerad | [ 26 ] |